# Aromobates walterarpi
Espèce
Aromobates walterarpi est une espèce d'amphibiens de la famille des Aromobatidae.

## Répartition
Cette espèce est endémique de l'État de Mérida au Venezuela. Elle se rencontre à Piñango vers 2 325 m d'altitude.

## Étymologie
Cette espèce est nommée en l'honneur de Walter Arp.

## Publication originale
- La Marca & Otero López, 2012 : Rediscovery of the types of Colostethus meridensis, with description of a related new species and redescription of Aromobates mayorgai (Amphibia: Anura: Dendrobatidae). Herpetotropicos, vol. 7, p. 55-74 (texte intégral).